# Sázka na nejistotu
Sázka na nejistotu (v anglickém originále The Big Short) je americké komediální drama z roku 2015. Režie se ujal Adam McKey, který také spolupracoval na scénáři s Charlesem Randolphem. Film byl inspirován knihou The Big Short: Inside the Doomsday Machine od Michaela Lewise o finanční krizi během let 2007 a 2008. Ve filmu hrají Christian Bale, Steve Carell, Ryan Gosling, Brad Pitt, Melissa Leo, Hamish Linklater, John Magaro, Rafe Spall, Jeremy Strong, Finn Wittrock a Marisa Tomei.
Film byl oficiálně do kin uveden 23. prosince 2015. Získal pozitivní reakce od kritiků a vydělal přes 133 milionů dolarů. Film získal pět nominací na Oscara, proměnil však pouze jednu, a to v kategorii nejlepší adaptovaný scénář. Christian Bale získal cenu Critics' Choice Movie Awards v kategorii nejlepší herec ve filmové komedii. Film také získal čtyři nominaci na Zlatý glóbus.

## Obsazení
| Christian Bale   | Michael Burry                     |
| Aiden Flowers    | malý Michael Burry                |
| Steve Carell     | Mark Baum                         |
| Ryan Gosling     | Jared Vennett                     |
| Brad Pitt        | Ben Rickert                       |
| Melissa Leo      | Georgia Hale                      |
| Hamish Linklater | Porter Collins                    |
| John Magaro      | Charlie Geller                    |
| Rafe Spall       | Danny Moses                       |
| Jeremy Strong    | Vincent „Vinny“ Daniel            |
| Finn Wittrock    | Jamie Shipley                     |
| Marisa Tomei     | Cynthia Baum                      |
| Tracy Letts      | Lawrence Fields                   |
| Byron Mann       | Wing Chau                         |
| Adepero Oduye    | Kathy Tao                         |
| Karen Gillan     | Evie                              |
| Max Greenfield   | makléř                            |
| Billy Magnussen  | makléř                            |
| Rudy Eisenzopf   | Lewis Ranieri                     |
| Peter Epstein    | Paul Baum                         |
| Vanessa Cloke    | Lucy                              |
| Rajeev Jacob     | Deeb                              |
| Stanley Wong     | Ted Jiang                         |
| Wayne Pere       | Martin Blaine                     |
| Ilan Srulovitz   | Noah                              |
| Jay Jablonski    | Matt                              |
| Tyler Kunkle     | Doug                              |
| Lyle Brocato     | Casey                             |
| Tony Bentley     | Bruce Miller                      |
| Colin Lawless    | Nicholas Burry                    |
| Margot Robbie    | sama sebe (neuvedena v titulcích) |
| Anthony Bourdain | sám sebe                          |
| Richard Thaler   | sám sebe                          |
| Selena Gomez     | sama sebe (neuvedena v titulcích) |

## Přijetí
Film vydělal přes 70 milionů dolarů v Severní Americe a přes 63 milionů dolarů v ostatních oblastech, celkově tak vydělal 133,3 milionů dolarů po celém světě. Rozpočet filmu činil 28 milionů dolarů. V Severní Americe byl oficiálně uveden 23. prosince 2015. Za první víkend docílil šesté nejvyšší návštěvnosti, kdy vydělal 10,5 milionů dolarů.